# 雫石詮貞
雫石 詮貞（しずくいし あきさだ）は、戦国時代の武士。陸奥国雫石城主。

## 略歴
雫石氏は清和源氏の一流河内源氏の流れを汲む足利氏の一門、高水寺斯波氏の庶流。
父・斯波詮高が南部氏より奪取した雫石村を知行し雫石城主となった。足利将軍家（御所）と祖を同じくする足利氏の一門であることから、内外より「雫石御所」と尊称された。